# Bibliothèque de la ville de Cologne
La Bibliothèque de la ville de Cologne (Stadtbibliothek Köln), est une bibliothèque publique gérée par la ville de Cologne, en Allemagne.

## Histoire
Une première bibliothèque publique ouvre le 3 décembre 1890. En 1928 ouvre une école de bibliothécaires. En 1931, Cologne était la troisième ville après Munich et Dresde à avoir une bibliothèque mobile. En 1939, il existe douze bibliothèques publiques et huit salles de lecture. Après les destructions de la Seconde Guerre mondiale, sur 145 000 livres, il n'en reste plus que 45 000 : de nombreux dons de livres de l'étranger reconstituent les fonds des bibliothèques publiques. Elle est alors nommée Stadtbücherei Köln.
La bibliothèque centrale, ouverte en 1979, est conçue sur le modèle de la public library anglo-américaine. Le bâtiment comprend 54 800 m³ d'espace clos sur une superficie de 14 500 m². En 1995, la bibliothèque publique de la ville est renommée Stadtbibliothek Köln.
Une autre institution porte le nom de Stadtbibliothek : la Bibliothèque universitaire et de la ville de Cologne (USB) qui a reçu ce nom lors de la création de la nouvelle université en 1920, car elle était initialement gérée par la ville de Cologne et peut encore être utilisée par tous les citoyens de Cologne aujourd'hui.
La bibliothèque dispose de onze bibliothèques de quartier et d'une bibliothèque-bus.
La bibliothèque centrale met à disposition 850 000 livres et supports numériques. Elle propose aussi des jeux, des logiciels, des ressources informatiques, des lieux de formation et de travail, un studio musical, et une bibliothèque auditive pour aveugles. Elle héberge les archives Heinrich Böll et la Germania Judaica, bibliothèque de Cologne pour l'histoire du judaïsme allemand. Elle développe également des programmes éducatifs et collabore avec l'institution scolaire.